# Liste der Baudenkmäler in Tauberrettersheim
Auf dieser Seite sind die Baudenkmäler in der unterfränkischen Gemeinde Tauberrettersheim zusammengestellt. Diese Tabelle ist eine Teilliste der Liste der Baudenkmäler in Bayern. Grundlage ist die Bayerische Denkmalliste, die auf Basis des Bayerischen Denkmalschutzgesetzes vom 1. Oktober 1973 erstmals erstellt wurde und seither durch das Bayerische Landesamt für Denkmalpflege geführt wird. Die folgenden Angaben ersetzen nicht die rechtsverbindliche Auskunft der Denkmalschutzbehörde.
 Diese Liste gibt den Fortschreibungsstand vom 15. April 2020 wieder und enthält 25 Baudenkmäler.

## Baudenkmäler
| Lage                                              | Objekt                                          | Beschreibung | Akten-Nr.     | Bild           |
| ------------------------------------------------- | ----------------------------------------------- | --- | ------------- | -------------- |
| Alter Strüther Weg (Standort)                     | Bildstock                                       | Baldachinbekrönter Reliefaufsatz mit Marienkrönung, wohl 18. Jahrhundert, auf Pfeiler mit Heiligenreliefs über gebauchtem Sockel, Sandstein, bezeichnet „1823“                                                                        | D-6-79-192-20 | BW             |
| Alter Strüther Weg; am Weg nach Strüth (Standort) | Bildstock                                       | Bildhäuschen, bezeichnet „1903“ | D-6-79-192-18 | weitere Bilder |
| Brunnenberg (Standort)                            | Pestkreuz, sogenanntes Patriarchenkreuz         | Kreuz mit doppeltem Balken und Inschriften, auf Postament, Sandstein, wohl 17. Jahrhundert | D-6-79-192-24 | BW             |
| Brunnenberg (Standort)                            | Bildstock                                       | Kielbogiger Reliefaufsatz mit Marienkrönung, auf Pfeiler mit Heiligenrelief, Sandstein, neugotisch, 19. Jahrhundert, auf älterem Sockel, bezeichnet „1744“                                                                            | D-6-79-192-14 | weitere Bilder |
| Brunnenberg (Standort)                            | Katholische Bergkapelle Maria Hilf              | Kleiner Saalbau mit Satteldach und Dachreiter mit Pyramidendach, 1935; mit Ausstattung, diese mit Spolien des 17./18. Jahrhunderts | D-6-79-192-15 | weitere Bilder |
| Brunnenberg (Standort)                            | Kreuzweg                                        | Vierzehn Stationen, giebelbedachte, figürliche Hochreliefs mit Kreuzbekrönung über Sockel, Kunststein, von Alfons Baumann, 1952–57 | D-6-79-192-15 | weitere Bilder |
| Brunnenstraße 7 (Standort)                        | Wohnhaus                                        | Zweigeschossiger Satteldachbau mit Fachwerkobergeschoss, 19. Jahrhundert, mit Hausmadonna, 18. Jahrhundert | D-6-79-192-1  | weitere Bilder |
| Brunnenstraße 13 (Standort)                       | Ehemaliger Pfarrhof: ehemaliges Pfarrhaus       | zweigeschossiger, verputzter Walmdachbau mit hohem Sockel, Fachwerkobergeschoss und geohrten Fensterrahmungen, 18. Jahrhundert | D-6-79-192-2  | weitere Bilder |
| Brunnenstraße 13 (Standort)                       | Ehemaliger Pfarrhof: ehemaliges Ökonomiegebäude | eingeschossiger, verputzter Satteldachbau, 19. Jahrhundert | D-6-79-192-2  | weitere Bilder |
| Brunnenstraße 13 (Standort)                       | Ehemaliger Pfarrhof: Hoftoranlage               | Rundbogentor mit separater Pforte, 17. Jahrhundert | D-6-79-192-2  | weitere Bilder |
| Brunnenstraße 19 (Standort)                       | Kruzifix                                        | Kreuz mit Corpus auf Postament mit Inschrift, davor Schmerzensmutter, Sandstein, bezeichnet „1861“ | D-6-79-192-3  | weitere Bilder |
| Brunnenstraße 32 (Standort)                       | Hoftoranlage                                    | Rundbogentor mit separater Pforte, in Neubau einbezogen, bezeichnet „1768“ | D-6-79-192-4  | weitere Bilder |
| Dorfäckerstraße 1 (Standort)                      | Kreuzschlepper                                  | Hockender Christus das Kreuz geschultert, auf Pfeilerstumpf, erste Hälfte 20. Jahrhundert | D-6-79-192-6  | weitere Bilder |
| Dorflindenstraße 4 (Standort)                     | Wegkreuz                                        | Kruzifix auf Postament mit Inschriftenkartusche, Sandstein, bezeichnet „1741“ | D-6-79-192-16 | weitere Bilder |
| Gaubahn-Radweg (Standort)                         | Bildstock                                       | Kielbogiger Reliefaufsatz mit Madonnenbüste, Rückseite mit 14 Nothelfern, auf Pfeiler mit Heiligenreliefs über Tischsockel neugotisch, Sandstein, zweites Drittel 19. Jahrhundert                                                     | D-6-79-192-12 | BW             |
| Hofriederstraße; Nähe Tauberstraße (Standort)     | Bildstock                                       | Reliefaufsatz mit der Auferstehung Christi, auf Pfeiler, Sandstein, zweite Hälfte 18. Jahrhundert | D-6-79-192-19 | weitere Bilder |
| Hohe Setz; im Winberg (Standort)                  | Bildstock                                       | Madonnenfigur auf Pfeiler mit ionischem Kapitell, Sandstein, gebauchter Muschelkalksockel, zweite Hälfte 18. Jahrhundert | D-6-79-192-17 | BW             |
| Judenhof 1 (Standort)                             | Ehemaliges Amts- und Zehnthaus                  | Eingeschossiger, verputzter Satteldachbau, einseitig abgewalmt, über hohem Sockelgeschoss, bezeichnet „1873“, mit älterem Kern; im Inneren: Geißelsäulenchristus, 18. Jahrhundert (Kopie vor Brunnenstraße 34) und Bildstock, um 1700 | D-6-79-192-22 | weitere Bilder |
| Kirchäcker (Standort)                             | Bildstock                                       | Giebelbedachter Reliefaufsatz mit Pietàdarstellung auf Pfeiler mit Inschrift, bezeichnet „1946“ | D-6-79-192-25 | BW             |
| Kirchstraße 3 (Standort)                          | Bildstock                                       | Reliefaufsatz mit Kreuzbekrönung und Herz-Jesu-Figur, auf Pfeiler mit Heiligenreliefs über Tischsockel, Sandstein, bezeichnet „1914“                                                                                                  | D-6-79-192-10 | BW             |
| Kirchstraße 8 (Standort)                          | Katholische Pfarrkirche St. Vitus               | Saalbau mit eingezogenem Chor und südlichem Chorturm mit Zwiebelhaube, Turm wohl um 1600, Langhaus neugotisch, 1862; mit Ausstattung, u. a. Taufstein, bezeichnet „1585“                                                              | D-6-79-192-9  | weitere Bilder |
| Kirchstraße 8 (Standort)                          | Reste der ehemaligen Einfriedung                | Gusseisen, um 1870 | D-6-79-192-9  | BW             |
| Kirchstraße 8 (Standort)                          | Freifigur des Heiligen Josef                    | Auf fialartigem Postament, neugotisch, bezeichnet „1882“ | D-6-79-192-9  | weitere Bilder |
| Kirchstraße 8 (Standort)                          | Freifigur des Christus als Erlöser              | Auf fialartigem Postament, neugotisch, bezeichnet „1881“ | D-6-79-192-9  | weitere Bilder |
| Kirchstraße 8 (Standort)                          | Antoniuskapelle                                 | Kleiner Saalbau mit Pyramidendach, neugotisch, um 1860/70; mit Ausstattung | D-6-79-192-9  | weitere Bilder |
| Kirchstraße 8 (Standort)                          | Friedhof                                        | | D-6-79-192-9  | weitere Bilder |
| Kirchstraße 8 (Standort)                          | Friedhofskreuz                                  | Kruzifix auf gebauchtem Postament, Sandstein, bezeichnet „1838“ | D-6-79-192-9  | weitere Bilder |
| Kirchstraße 8 (Standort)                          | Pietà                                           | Vesperbild in Rundbogennische, um 1900 | D-6-79-192-9  | weitere Bilder |
| Kirchstraße 8 (Standort)                          | St.-Nepomuk-Statue                              | Original von der Tauberbrücke, Figur des Heiligen Johann Nepomuk auf Postament mit Inschriftenkartusche, Sandstein, bezeichnet „1716“                                                                                                 | D-6-79-192-9  | BW             |
| Mühlenstraße (Standort)                           | Bildstock                                       | Figur des Ecce Homo auf Säule über Postament, Kopie des barocken Originals, dieses in Judenhof 1 aufbewahrt, Sandstein, bezeichnet „1992“                                                                                             | D-6-79-192-5  | weitere Bilder |
| Mühlenstraße 6 (Standort)                         | Wirtshausausleger Zur Krone                     | Schmiedeeisen, 19. Jahrhundert | D-6-79-192-8  | weitere Bilder |
| Rehberg (Standort)                                | Bildstock                                       | Badachinbekrönter Reliefaufsatz mit Kreuzigungsszene, auf Pfeiler über Tischsockel mit Inschrift, Sandstein, bezeichnet „1809“ | D-6-79-192-13 | weitere Bilder |
| Roter Weinberg (Standort)                         | Bildstock                                       | Monolith, spitzbogiger Nischenaufsatz über Pfeiler mit Kreuzrelief, Sandstein, bezeichnet „1692“ | D-6-79-192-21 | BW             |
| Roter Weinberg (Standort)                         | Bildstock                                       | Aufsatz mit Kreuzbekrönung und Relief des Heiligen Urban, auf Pfeiler mit Stiftungsinschrift, über Sockel, Sandstein, bezeichnet „1739“                                                                                               | D-6-79-192-23 | BW             |
| Tauber (Standort)                                 | Bogenbrücke                                     | Sechsbogige Steinbrücke über die Tauber, Bruchsteinmauerwerk, von Balthasar Neumann, 1733, mit St.-Nepomuk-Statue, Kopie des Originals von 1716, Original in der Aussegnungshalle des Friedhofs; Wappenreliefs                        | D-6-79-192-11 | weitere Bilder |

## Ehemalige Baudenkmäler
In diesem Abschnitt sind Objekte aufgeführt, die früher einmal in der Denkmalliste eingetragen waren, jetzt aber nicht mehr. Objekte, die in anderem Zusammenhang – also z. B. als Teil eines Baudenkmals – weiter eingetragen sind, sollen hier nicht aufgeführt werden. Aktennummern in diesem Abschnitt sind ehemalige, jetzt nicht mehr gültige Aktennummern.

| Lage           | Objekt                                 | Beschreibung                              | Akten-Nr.    | Bild |
| -------------- | -------------------------------------- | ----------------------------------------- | ------------ | ---- |
| Mühlenstraße 5 | Schlussstein der ehemaligen Türrahmung | Mit Hauszeichen, bezeichnet „1820“        | D-6-79-192-7 | BW   |
| Mühlenstraße 5 | Holzrelief                             | Mit Marienkrönung, frühes 19. Jahrhundert | D-6-79-192-7 | BW   |